# Wereldkampioenschap volleybal voor clubs 2013 (mannen)
Het FIVB Wereldkampioenschap volleybal voor clubs 2013 (mannen) was de negende editie van het FIVB Club World Championship. Het werd gehouden van 15 oktober 2013 tot en met 20 oktober 2013 in Betim, Brazilië.

## Teams
| Team                  | Gekwalificeerd als                   |
| --------------------- | ------------------------------------ |
| Sada Cruzeiro         | Organisator                          |
| Club Sportif Sfaxien  | Afrikaans kampioen                   |
| Kalleh                | Aziatisch kampioen                   |
| La Romana             | Vertegenwoordigde club van de NORECA |
| UPCN                  | Zuid-Amerikaans kampioen             |
| Lokomotiv Novosibirsk | Winnaar CEV Champions League 2012-13 |
| Trentino Diatec       | Wild Card (titelhouder)              |
| Panasonic Panthers    | Wild Card (Speciale uitnodiging )    |

## Groepsfase
Puntenverdeling
- bij winst met 3-0 of 3-1: 3 punten voor de winnaar; 0 punten voor de verliezer
- bij winst met 3-2: 2 punten voor de winnaar; 1 punt voor de verliezer

### Groep A
|      |                    |     | Wedstrijden | Wedstrijden | Sets | Sets | Sets |
| Rank | Team               | Pts | W           | L           | W    | L    |      |
| ---- | ------------------ | --- | ----------- | ----------- | ---- | ---- | ---- |
| 1    | Trentino Volley    | 3   | 1           | 0           | 3    | 1    |      |
| 2    | UPCN               | 3   | 1           | 0           | 3    | 1    |      |
| 3    | Panasonic Panthers | 3   | 1           | 1           | 4    | 4    |      |
| 4    | Kalleh             | 0   | 0           | 2           | 2    | 6    |      |

| Datum  |                    | Score |                    | Set 1 | Set 2 | Set 3 | Set 4 | Set 5 | Totaal |
| ------ | ------------------ | ----- | ------------------ | ----- | ----- | ----- | ----- | ----- | ------ |
| 15 okt | Trentino Volley    | 3-1   | Kalleh             | 24-26 | 25-19 | 25-19 | 26-24 |       | 100-88 |
| 15 okt | UPCN               | 3-1   | Panasonic Panthers | 20-25 | 25-23 | 25-14 | 25-23 |       | 95-85  |
| 16 okt | Panasonic Panthers | 3-1   | Kalleh             | 25-19 | 24-26 | 30-28 | 25-16 |       | 104-89 |
| 17 okt | UPCN               |       | Trentino Volley    |       |       |       |       |       |        |
| 18 okt | UPCN               | -     | Kalleh             |       |       |       |       |       |        |
| 18 okt | Trentino Volley    | -     | Panasonic Panthers |       |       |       |       |       |        |

### Groep B
|      |                       |     | Wedstrijden | Wedstrijden | Sets | Sets | Sets |
| Rank | Team                  | Pts | W           | L           | W    | L    |      |
| ---- | --------------------- | --- | ----------- | ----------- | ---- | ---- | ---- |
| 1    | Sada Cruzeiro         | 6   | 2           | 0           | 6    | 0    |      |
| 2    | Lokomotiv Novosibirsk | 3   | 1           | 0           | 3    | 0    |      |
| 3    | La Romana             | 0   | 0           | 2           | 0    | 6    |      |
| 4    | Club Sportif Sfaxien  | 0   | 0           | 1           | 0    | 3    |      |

| Datum  |                       | Score |                       | Set 1 | Set 2 | Set 3 | Set 4 | Set 5 | Totaal |
| ------ | --------------------- | ----- | --------------------- | ----- | ----- | ----- | ----- | ----- | ------ |
| 15 okt | Sada Cruzeiro         | 3-0   | La Romana             | 25-20 | 25-22 | 25-16 |       |       | 75-68  |
| 16 okt | Lokomotiv Novosibirsk | 3-0   | La Romana             | 25-20 | 25-23 | 25-17 |       |       | 75-60  |
| 16 okt | Sada Cruzeiro         | 3-0   | Club Sportif Sfaxien  | 25-17 | 25-16 | 25-15 |       |       | 75-48  |
| 17 okt | Club Sportif Sfaxien  |       | La Romana             |       |       |       |       |       |        |
| 17 okt | Sada Cruzeiro         | -     | Lokomotiv Novosibirsk |       |       |       |       |       |        |
| 18 okt | Lokomotiv Novosibirsk | -     | Club Sportif Sfaxien  |       |       |       |       |       |        |

## Eindronde

### Halve finales
| Datum  |    | Score |    | Set 1 | Set 2 | Set 3 | Set 4 | Set 5 | Totaal |
| ------ | -- | ----- | -- | ----- | ----- | ----- | ----- | ----- | ------ |
| 19 okt | B1 | -     | A2 |       |       |       |       |       |        |
| 19 okt | A1 |       | B2 |       |       |       |       |       |        |

### Kleine finale
| Datum  |  | Score |  | Set 1 | Set 2 | Set 3 | Set 4 | Set 5 | Totaal |
| ------ |  | ----- |  | ----- | ----- | ----- | ----- | ----- | ------ |
| 20 okt |  | -     |  |       |       |       |       |       |        |

### Finale
| Datum  |  | Score |  | Set 1 | Set 2 | Set 3 | Set 4 | Set 5 | Totaal |
| ------ |  | ----- |  | ----- | ----- | ----- | ----- | ----- | ------ |
| 20 okt |  | -     |  |       |       |       |       |       |        |